# Rio Kerio

O rio Kerio é um rio que corre na província do Vale do Rift, no Quénia, um dos principais do país. Nasce perto da linha do equador e corre na direção sul-norte, desaguando no lago Turkana. É com o rio Omo um dos principais rios que aportam água ao lago Turkana.